# Lena Ollmark
Lena Marie Ollmark, född 19 maj 1968 i Munsö, Stockholms län, är en svensk författare och manusförfattare.

## Biografi
I slutet av 1980- och början av 1990-talet arbetade Ollmark som redaktör på Epix Förlag och Atlantic förlag innan hon läste filmvetenskap och idéhistoria vid Stockholms universitet. Sedan dess har hon skrivit manus till tecknade serier, animerade filmer, böcker och scenföreställningar. Hon har ett stort intresse för spökhistorier och skräck. Som journalist skriver Ollmark främst om psykologi. Inom ämnet har hon bland annat skrivit boken Första hjälpen för insidan.  Lena Ollmark nominerades tillsammans med Per Gustavsson till Augustpriset 2017 i kategorin årets svenska barn- och ungdomsbok för boken Den förskräckliga historien om Lilla Hon. Boken har också blivit en opera med musik av Magnus Båge. Lena Ollmarks och Per Gustavssons bok Den hiskeliga berättelsen om Lilla Han sätts under 2024 upp som pjäs av Folkteatern Gävleborg med titeln Den hiskeliga berättelsen om Liten.
Vid sidan av sin bokproduktion har Ollmark arbetat med olika ljudprojekt som Ufopodden i P3, Sveriges Radios Sommarskräck och ljudboken Slummer, en rysare hon skrivit tillsammans med Håkan Östlundh. Hon har även skrivit manus till avsnitt 4 och 7 i SVT:s serie Historien om Sverige som sänts under 2023 och 2024. 

## Manusarbeten i urval
- 1998–1999 – De tre vännerna och Jerry (TV-serie)
- 2001 – Silvertåget
- 2003 – Assistenten
- 2004 – Nasse (TV-serie)
- 2004 – Kärlekens språk
- 2006–2009 – Lilla spöket Laban: Vem där, Laban?, Spökdags, Världens snällaste spöke, Bullar och bång (kortfilmer)
- 2012 – Lilla Anna och Långa Farbrorn
- 2012–2014 – Nervösa damteatern med ängslig herre
- 2014 – A Tribute to Women Pioneers in Blues and Rock’n’Roll